# Exitium Sui
Exitium Sui (Latein: Selbstzerstörung) ist eine 2020 gegründete Depressive-Black-Metal-, Death-Doom- und Funeral-Doom-Band.

## Geschichte
Der in Australien geborene und 2020 in Leipzig lebende Chris Gebauer von Humanitas Error Est, Lebenssucht, Earth Rot, Deadspace initiierte Exitium Sui im Jahr 2020 als Soloprojekt unter dem Pseudonym „E.S.“. Das Projekt debütierte im März 2020 mit der auf 50 Exemplare begrenzten über A Pile of Graves veröffentlichten EP Nuclear Sundown und einem Musikvideo zum Stück Eviscerate My Withered Soul. Zum Ende des Jahres führte Andy Synn die EP in seiner für No Clean Singing verfassten Liste der besten EPs des Jahres und lobte Nuclear Sundown als „eine beeindruckende Aufnahme“. Dabei erweise sich das Stück A Thousand Mangled Corpses Line the Riverbed als jenes, dass der EP „wirklich die Krone aufsetzte, […] da es verdeutlichte, wie ekelhaft roh und viszeral die Emotionen sind, die dieses Projekt antreiben, und wie gut Gebauer in der Lage war, sie in morbide musikalische Form zu bringen.“ Noch im August des gleichen Jahres erschien mit The Sinister Business of Selling Hope eine zweite EP, die Gebauer ohne Label veröffentlichte. Die EP wurde als gute Veröffentlichung, die das Interesse an der Band wecke besprochen. So hieß es in einer von Pascal Staub für Stormbringer.at verfassten Rezension, dass es sich bei Eixtium Sui „um ein sehr junges Unternehmen handelt, das trotz einiger Bandbeteiligungen seines Denkers vermutlich noch Zeit benötigen wird, um die einzelnen Bausteine auszuweiten und zu verbessern.“
Bereits im November folgte mit Ad Personam über Rain Without End Records das Debütalbum von Exitium Sui. Andy Synn von No Clean Singing beschrieb das Album als „hochprofessionelles, ausgefeiltes und äußerst selbstbewusstes Debüt“, das „die besten Elemente“ des Doom- und Black-Metal „aufgreift und herausarbeitet“. Dem Gegenüber wurde in einer für Metal1.info verfassten Rezension die Produktion und das Songwriting als schwach bemängelt. Dabei sei durchaus zu „erahnen, wie beeindruckend das Album sein könnte, wenn EXITIUM SUI etwas mehr Arbeit in die insbesondere bezüglich des Schlagzeugspiels oft lustlos wirkenden Doom-Passagen gesteckt hätte.“ In einer für Bleeding4Metal geschriebenen Albumbesprechung hieß es hingegen, wer „ein Faible für langsamen, teils epischen und dadurch eigentlich ‘automatisch’ melancholischen Black Metal“ habe, sich das Album „nicht entgehen lassen“ solle. Mit V – The Oracle Eyre folgte im Juni 2021 eine Download-Single, die Gebauer via Bandcamp veröffentlichte. In einer Besprechung des Webzines No Clean Singing wurde das Stück als „eine beängstigende und seelenerschütternde Erfahrung“ gelobt.
Nach der Ballung von Veröffentlichungen von der Gründung des Projektes im Jahr 2020 bis zur Veröffentlichung der Download-Single im Juni 2021 blieben weitere Veröffentlichungen bis zum November 2023 aus. Gebauer hatte seinen lebensmittelpunkt inzwischen wieder nach Australien verlegt. Mit Exitium Sui veröffentlichte er die fünf Titel umfassende EP Endless, die nachkommend zu einem Album mit acht Stücken ausgebaut wurde, im Selbstverlag. Das Album Endless/Regression folgte im Dezember des gleichen Jahres als Download im Selbstverlag und im Februar 2024 als CD via Meuse Music Records. Die Resonanz auf die Veröffentlichung war unabhängig vom Format positiv. Gebauer wisse „genau, wie er seine Dunkelheit ausspucken“ könne schrieb „Deathliger“ für Act Infernalis. Stefano Cavanna nannte Endless in einer für In Your Eyes verfassten Rezension eine der besten Veröffentlichungen im Funeral Doom im Jahr 2023.

„Il funeral doom offerto in questo frangente dagli Exitium Sui attinge al meglio del sottogenere espresso nella sua veste più atmosferica, rivaleggiando in qualità con campioni indiscussi del settore come Déhà con i suoi Slow e Ryan Wilson con i The Howling Void.“

„Der Funeral Doom, den Exitium Sui hier bietet, ist das Beste des Subgenres in seiner atmosphärischsten Ausprägung und kann sich qualitativ mit unbestrittenen Meistern des Genres wie Déhà mit seinem SLOW und Ryan Wilson mit The Howling Void messen.“

Weitere Rezensenten lobten Endless beziehungsweise Endless/Regression als erhaben, anspruchsvoll, erhaben, äußerst empfehlenswert, in der Wirkung „sowohl elegant als auch völlig erdrückend“ und es ginge „nicht düsterer oder doomiger“.

## Stil
Die Musik von Exitium Sui ist ein Crossover aus Depressive Black Metal, Death- und Funeral Doom mit Einflüssen aus dem Symphonic Metal. Stephan Rajchl von Metal1.info nannte die Musik den Versuch einer Kreuzung aus Cradle of Filth und Shape of Despair. Insbesondere das Keyboard erinnere an Dusk… and Her Embrace von Cradle of Filth. Derweil variiert der Klang je nach Veröffentlichung. Nuclear Sundown tendierte mehr zum Extreme Doom während Exitium Sui auf The Sinister Business of Selling Hope einen stärkeren Fokus auf die Einflüsse aus dem Death- und Black-Metal legte. So wurde The Sinister Business of Selling Hope auch mit dem Frühwerk der Gruppe Die Apokalyptischen Reiter verglichen. Das Album Ad Personam vermengte hingegen den „Stil von Shining und Deadspace (RIP) mit der trübsinnigen, morbiden Schwere von Funeral-Doom-Acts wie Esoteric und Mournful Congregation“. Dabei nutzt Gebauer ein Instrumentarium aus „Orgelakkorden, orchestralen Streicher und einem verträumt-klagenden Klavierspiel“, die er „mit drohenden Gitarrenriffs und Leads sowie tonnenschweren Drums“ vermengt. Der Gesang variiert indes von Screaming und Growling zu einem „manchmal etwas skurrilen, durchaus aber leidenschaftlich vorgetragenen“ klagenden Klargesang.

## Diskografie
- 2020: Nuclear Sundown (EP, Pile of Graves)
- 2020: The Sinister Business of Selling Hope (EP, Selbstverlag)
- 2020: Ad Personam (Album, Rain Without End Records)
- 2021: V – The Oracle Eyre (Download-Single, Selbstverlag)
- 2023: Endless (EP, Selbstverlag)
- 2023: Endless/Regression (Album, Meuse Music Records)